# ベンジャミン・スティリングフリート

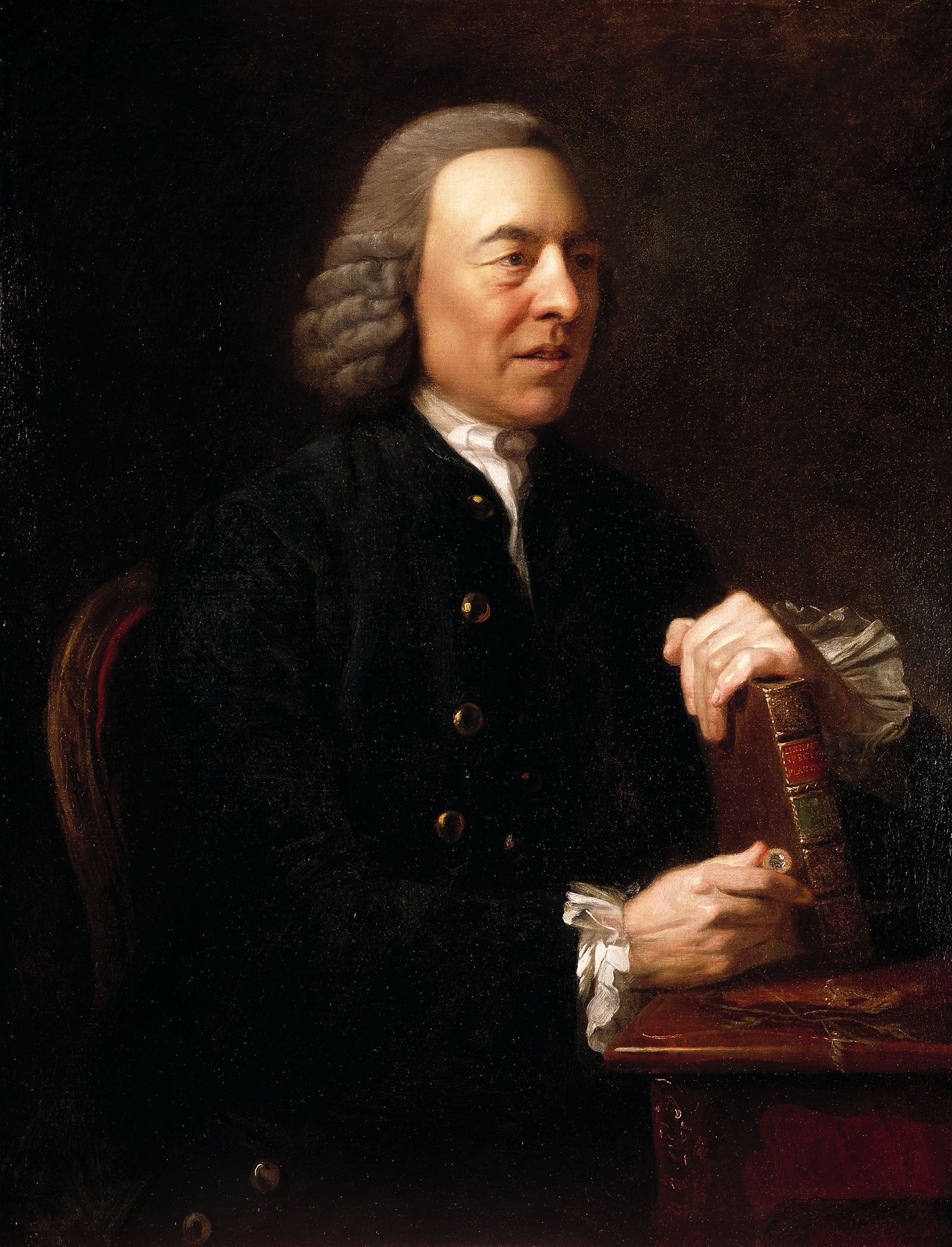
ヨハン・ゾファニーによる肖像画。

ベンジャミン・スティリングフリート（Benjamin Stillingfleet、1702年 – 1771年）は、イギリスの植物学者、翻訳家、作家である。知的な女性のシンボルになったブルーストッキング（日本でも、平塚らいてうらが雑誌「青鞜」を刊行した。）の由来に関連する人物である。

## 略歴
ノーフォークのウッドノートンの医師の息子に生まれた。祖父は主教であったが、反対された結婚をした父親に遺産は残されなかった。ケンブリッジ大学のトリニティ・カレッジで学位を得るが、フェローにはなれず、上流階級の家庭教師として収入を得た。親戚の地主、ウィリアム・ウィンダムの家庭教師としてウィンダムが7歳から20歳になるまで教えた。ウィンダムの7年間のグランドツアーに伴い1742年に帰国した。この旅行中、冬のスイスで何度か他のツーリストとのパントマイム劇の脚本を書き音楽を担当し、この仲間は夏の間は、アルプス山脈の未知の氷河を調査した。イギリスに戻った後、家庭教師をやめるが、ウィンダム家から7年間、年100ポンドの年金が送られた。ウィリアム・ウィンダムは1744年にスイスの氷河の研究の功績とスティリングフリートが教えた数学の能力を認められて王立協会のフェローに選ばれた。
スティリングフリートはウィリアム・ハドソンが『イギリスの植物』（"Flora Anglica"）の出版を発表した時に、カール・フォン・リンネの分類法の先駆者として称えられたことでも有名になった。
1750年代にエリザベス・モンタギューやエリザベス・ヴィジーらの文学サロンに招かれた、多くの人々のなかにスティリングフリートがいて、豊かでなかったスティリングフリートは正式な絹の黒い靴下を持っていなかったので毛織の青い靴下で出席していた。スティリングフリートの不在で、会話が盛り上がらなかった時に「青い靴下がいない」と記録されたことがブルーストッキングが知的な女性の象徴になった由来とされる。

## 著作
- Miscellaneous Tracts Relating to Natural History, Husbandry and Physick' (1759)
- Paradise Lost: An Oratorio (1760) words by Stillingfleet, music by John Christopher Smith
- Principles and Power of Harmony, (1771) – translation
- Literary life and select works of Benjamin Stillingfleet, (1811)